# Vojskova (Bosanska Dubica, BiH)
Vlaškovci je naseljeno mjesto u sastavu općine Bosanska Dubica, Republika Srpska, BiH.

## Stanovništvo
| Vlaškovci          |              |
| godina popisa      | 1991.        |
| Srbi               | 261 (59,05%) |
| Hrvati             | 2 (0,45%)    |
| Muslimani          | 0            |
| Jugoslaveni        | 11 (2,49%)   |
| ostali i nepoznato | 168 (38,01%) |
| ukupno             | 442          |